# Erich Sauermann
Gustav Emil Erich Sauermann (Hannover, 17 dicembre 1919 – Hannover, 19 luglio 1984) è stato un pallanuotista tedesco.
Ha fatto parte della Germania Ovest che ha disputato il torneo di pallanuoto ai Giochi di Helsinki 1952.